# 同仁堂國藥
北京同仁堂國藥有限公司，簡稱北京同仁堂國藥，以及同仁堂國藥（英語：Beijing Tong Ren Tang Chinese Medicine Company Limited，港交所：8138），於2004年由北京同仁堂科技股份有限公司在香港分拆成立。
董事長為梅群，總裁為丁永玲。
現時業務為主要在香港、澳門及中國內地以外市場經營中藥產品的生產、零售及批發業務，包括銷售由代理商泉昌有限公司進口的同仁堂中成藥。總部位於香港新界大埔工業邨大景街3號。
該公司股份則在2013年5月7日於港交所創業板上市，當時代碼8138.HK，招股價為3.04港元，發行新股為2億股，集資額為6.08億港元。

## 連結
- 北京同仁堂國藥有限公司 （页面存档备份，存于）